# 율 (게르만)
율(영어: Yule) 또는 율타이드(영어: Yuletide)는 역사적으로 게르만족이 지켜온 종교적 축제이다. 학자들은 율이 원래 빌데야크트를 기념하며 오딘 신 및 앵글로색슨 이교의 모드라니흐트와 관련있는 것이 아닌가 추측한다.
율은 훗날 기독교화를 거친 뒤 성탄절이 되었다. 율 통나무, 율 염소, 율 멧돼지, 율 노래와 같은 일부 현대 크리스마스 관습 및 전통은 이전 이교도 율 전통과 관련이 있을 수 있다. 율과 같은 어원이있는 용어는 북유럽 국가와 에스토니아에서 연말연시에 열리는 크리스마스 및 기타 축제를 설명하기 위해 여전히 사용된다. 오늘날 율은 이교와 다른 형태의 현대 이교와 라베얀 사탄교에서 기념된다.

## 어원
율은 고대 영어 단어 예올(ġéol) 또는 ġēohol 및 ġēola 또는 ġēoli에 대응하는 현대 영어 단어이다. 전자는 "율"(이후 : "성탄 시기")의 12일 축제를 나타내고 후자는 "Yule"의 달을 나타낸다. 에라 예올라(ǣrra ġēola)는 율 축제 이전(12월)을, 에프테라 예올라(æftera ġēola)는 율 축제 이후(1월)를 가리키는데, 두 단어 모두 게르만조어 *jeχʷla- 로 어원이 거슬러 올라가며, 고트어로는 "이울레이스(jiuleis)", 노르드어와 아이슬란드어 및 페로어로는 욜(jól) 및 윌리르(ýlir), 에스토니아어에서는 욜루드(에스토니아어: jõulud), 핀란드어에서는 요울루(핀란드어: joulu)라 하며, 덴마크어, 스웨덴어 및 노르웨이어 보크몰어로는 jul라고 부른다. 이 단어의 어원학적 족보는 아직 불확실하지만, 게르만어파 외부에서도 인도-유럽 동족어를 찾기위한 수많은 추측이 시도되었다. 명사 율타이드(Yuletide)는 1475년경에 처음 입증되었다.
이 단어는 주로 명시적으로 기독교 이전의 고대 노르드어의 맥락에서 온 것으로 추측된다. 많은 다른 것들 중에서(오딘의 이름 목록 참조), 긴 수염을 가진 신 오딘은 Jólnir('the Yule one')라는 이름을 지녔다. 12세기에 쓰여진 Ágrip에서는 크리스마스,  jól이 오딘의 이름 중 하나인 Jólni(r)에서 유래한 것으로 해석된다. 시적 언어에서 복수형(Old Norse jóln)은 또한 신을 집합적으로 지칭할 수 있다. 고대 북유럽 시에서, hugins jól이라는 단어는 '잔치'라는 용어로 기초할 수 있다. 예 : hugins jól (→ '까마귀의 잔치').
14세기에 영어로 '유쾌한'으로 차용되는 고대 프랑스어 jolif(→ French joli)는 그 자체가 고대 노르드어 jól(오래된 프랑스어 접미사 -if ; 고대 프랑스 aisif "쉬움", 현대 프랑스 festif = fest "잔치"+ -if )에서 차용한 것이다. 그러나 옥스퍼드 영어 사전은 jolif에 대한 이 설명이 가능성이 없다고 본다. 프랑스어 단어는 1136년에서 1140년 사이에 Geoffrey Gaimar가 쓴 앵글로노르만 Estoire des Engleis 또는 "영국인의 역사"에서 처음 입증되었다.

## 게르만 이교
율은 게르만 민족이 기념하는 토착 겨울 축제이다. 그것에 대한 가장 초기 언급은 월 이름의 형태로, 율조 기간은 현재 11월 중순과 1월 초 사이의 현대 달력 연말을 따라 약 2개월 정도 지속된다.

### 증거

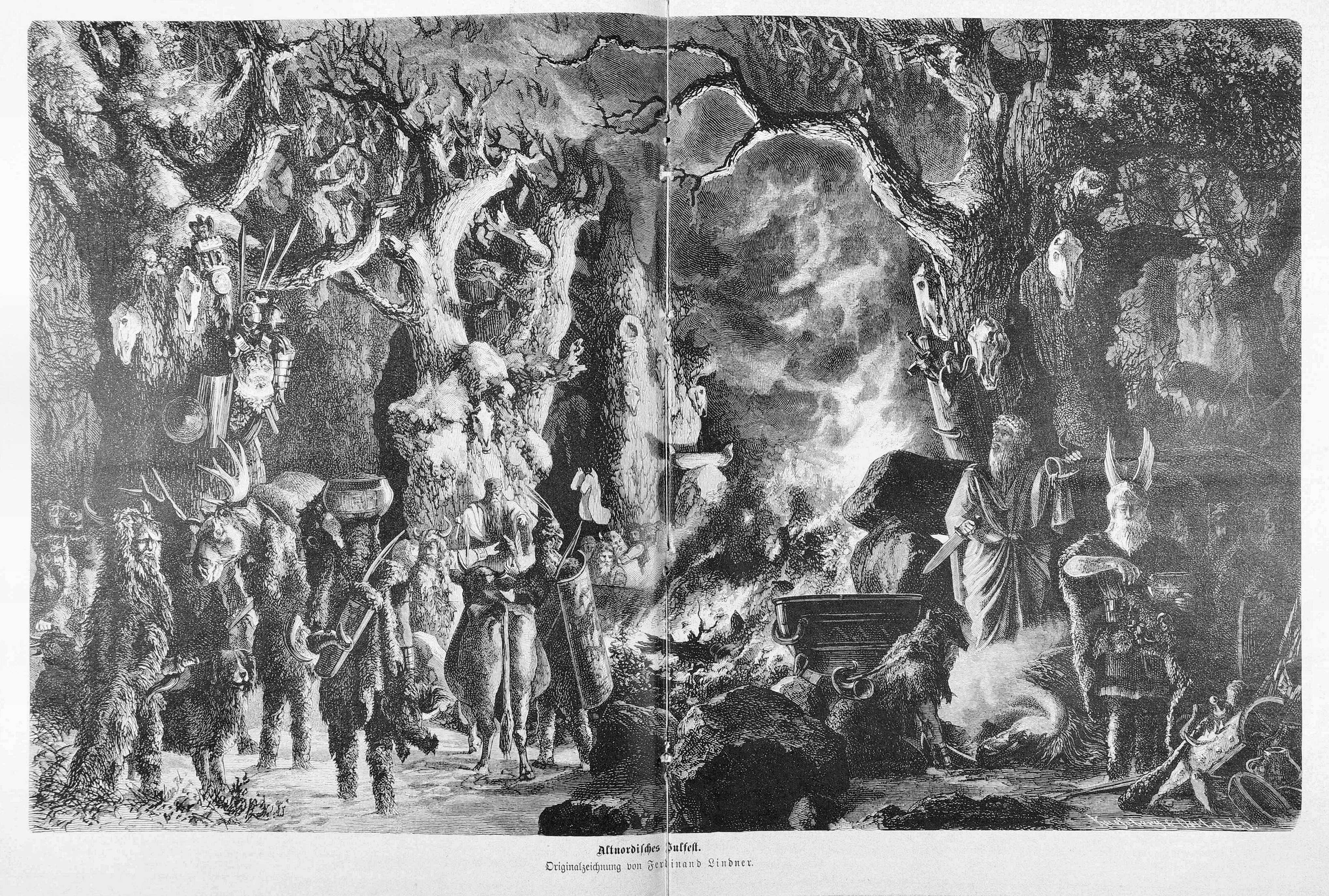
고대 북유럽 율 축제의 삽화 (Die Gartenlaube, 1880)

율은 게르만 민족의 역사 초기에 입증되었다. 4세기 고트어에서 fruma jiuleis라는 달 이름으로 나타난다. ,그리고 8세기에 영국 역사가 베다는 앵글로색슨 달력에 geola 또는 giuli가 포함되어 있다고 썼으며 이는 현대 12월 또는 12월과 1월에 해당한다.
고대 노르드어의 월 이름 ýlir이 유사하게 증명된 동안, 고대 노르드어의 코퍼스는 고대 노르드어 형식의 jól이라는 축제에 대한 수많은 참고문헌이 포함되어 있다. 산문 Edda 책 Skáldskaparmál 55장에서, 아스에 대해 다른 이름이 주어지는데, 그 중 하나는 "율 존스"이다. 이 용어를 사용하는 스칼드 Eyvindr skáldaspillir의 작품은 다음과 같이 인용한다. "다시 우리는 석조 다리처럼 우리 통치자의 추도식인 Yule-being의 잔치 [시의 미드]를 제작했다." 또한 오딘의 수많은 이름 중 하나는 Jólnir로, 축제를 참조하고 있다.
[[헤임스크링글라|Hákon]]의 사가는 934년부터 961년까지 통치한 노르웨이의 왕 하콘 1세가 노르웨이의 기독교화로 당시에 개최된 기독교 축하 행사와 일치하도록 율을 재조정했다고 한다. 사가는 하콘이 노르웨이에 도착했을 때 확인된 기독교인이었지만 그 땅은 여전히 이방인이고 사람들이 이교도 관습을 유지했기 때문에 하콘은 "위대한 족장"의 도움을 받기 위해 그의 기독교를 숨겼다고 말한다. 시간이 흐르면서 하콘은 율 축하 행사가 기독교인들이 크리스마스를 축하하는 시간에 열리도록 규정하는 법을 통과시켰다. "그 당시 모든 사람은 곡식으로 축하를 위해 맥주를 마시거나 벌금을 내야 했다. 에일이 지속되는 동안 휴식을 유지해야 했다."
사가에 따르면 율은 한겨울 밤부터 3일 동안 축하를 받았다. 하콘은 자신이 굳건히 자리를 잡고 전국을 다스리게 되면 "복음을 전파"할 계획을 세웠다. 무용담에 따르면 그 결과 그의 인기로 인해 많은 사람들이 침례를 받았으며 일부 사람들은 희생을 중단했다. 하콘은 대부분의 시간을 트론헤임에서 보냈다. 하콘은 자신이 충분한 힘을 가지고 있다고 믿었을 때 잉글랜드에 감독과 다른 사제들을 요청했고 그들은 노르웨이로 왔다. 이들이 도착하자마자 "하콘은 그가 온 나라에 복음을 전할 것임을 알렸다." 무용담은 다양한 지역 팅그의 다양한 반응을 설명하며 계속된다.

이교도 율 관습에 대한 설명이 제공된다.(참고 사항은 Hollander의 것이다).
제물을 바칠 때 모든 농부가 이교도의 성전에 와서 잔치가 지속되는 동안 필요한 음식을 가져 오는 것이 고대의 관습이었습니다. 이 잔치에서 모든 사람이 에일을 마시는데 참여했습니다. 또한 그와 관련하여 모든 종류의 가축이 죽었고 말도 죽었습니다. 그리고 그들에게서 나온 모든 피는 hlaut [희생 혈], 그리고 hlautbolli , 혈액을 담고있는 혈관; 및 hlautteinar 희생 잔 [성수채‌]‌라고 불렸습니다. 이것들은 스프링클러처럼 만들어졌고, 그들과 함께 우상의 받침대와 내부와 외부의 성전 벽에 피가 묻어 있어야 했습니다. 마찬가지로 참석한 사람들도 피를 뿌려야 했습니다. 그러나 동물의 고기는 끓여서 연회에서 음식으로 제공해야 했습니다. 성전 바닥 한가운데에 불을 피워야했고 불 위에 주전자를 걸었습니다. 제사용 비커는 불 주위에 짊어져야 했고, 잔치를 치르고 족장이었던 사람은 비커와 모든 제사 고기를 축복해야 했습니다.
축배를 받는 사람은 취해야 한다는 이야기가 계속된다. 첫번째 건배는 "왕의 승리와 권력을 위해" 오딘에게 마시게 했으며, 두번째 건배는 "좋은 수확과 평화를 위하여" Njörðr 및 Freyr에게 마시게 했으며, 그리고 셋째로 비커는 왕 자신에게 마시도록 하였다. 또한, 떠난 친척의 기억에 축배를 받는 사람들은 떠난 친척의 기억에 쩔여졌는데, 이것들은 minni라고 불렸다.

### 이론과 해석
학자들은 월간 행사와 율 기간을 빌데야크트(겨울 하늘의 유령 행렬), 오딘 신(게르만 지역에서 빌데야크트를 이끌고 Jólnir이라는 이름을 지님.)과 연결되어 초자연적 활동을 증가시켰다. 이 기간 동안 빌데야크트와 땅을 걷는 언데드인 드라우가르의 활동이 증가했다.
오늘날 크리스마스 이브에 앵글로색슨 이교 사이에서 일어났다고 베다 베네라빌리스에 의해 입증된 공동의 여성 존재에 초점을 맞춘 축제인 모드라니흐트는 율 기간 동안의 출산 축제의 추가 증거로 간주되었다.
율 행사는 일반적으로 한겨울을 중심으로 개최되며 (특정 축제는 논쟁의 여지가 있지만) 잔치, 음주 및 블로트(고대 노르드어: blot)이 있다. 학자인 루돌프 지메크는 이교도 율이 "명백한 종교적 성격을 가졌다"고 하며 서유럽 석기 시대와 청동기 시대 동안에도 확실히 겨울 희생이 개최되었다."고 말한다. 율 통나무, 율 염소, 율 멧돼지 ( Sonargöltr , 크리스마스 햄으로 반영됨), 율 노래 및 다른 관습들은 아마도 기독교 이전의 율 관습과 관련이 있을 수 있다. 지메크는 "기독교 이전 시대에 잔치의 중요성을 나타낸다."라고 말한다.

## 현대 전통
현대 게르만어 사용 지역 및 기타 북유럽 국가에서 영어 율에 대한 역사적 동일기원은 크리스마스 휴가 시즌을 나타낸다. 예로는 스웨덴, 덴마크, 노르웨이의 jul, 아이슬란드와 페로 제도의 jól, 핀란드의 joulu, 프리슬한트의 Joelfest, 네덜란드의 Joelfeest와 에스토니아의 jõulud  등이 있다.

### 현대 이교
현대 이교의 형태는 매우 다를 수 있고 매우 다른 기원을 가질 수 있으므로 이러한 표현은 공유 된 이름에도 불구하고 상당히 다를 수 있다. 어떤 사람들은 고대 게르만 이교도들이 전통을 지키는 방식과 최대한 가깝게 축하하는 반면, 다른 사람들은 "다른 자료에서 모은" 의식으로 명절을 지키고 있다. 게르만 신이교 종파에서 율은 종종 식사와 선물을 포함하는 모임으로 경축된다.
대부분의 위카 형식에서 이 명절은 동지점에서 갓 태어난 동지 태양으로 간주되는 대뿔 사냥꾼 신의 부활로 기념된다. 이 안식일에 모이는 방법은 수행자에 따라 다르다. 어떤 사람들은 집에서 사적인 의식을 갖고, 다른 사람들은 집회를 통하여 모인다. 미국의 아사트루 폴크 어셈블리와 같은 집단은 네오 드루이드교와 위카의 해의 수레바퀴의 영향을 받아 동지부터 12일 동안 율을 축하한다.

### 라베얀 사탄교
사탄 교회와 다른 라베얀 사탄교 단체는 기독교 크리스마스 휴일의 대안으로 율을 축하한다. 라베얀 사탄교의 율은 기독교화 이전의 명절이기 때문에 신이교주의의 율 또는 이교도 축제와 같은 의식이 아니며 기독교 악마인 사탄이 역사적 또는 신이교의 율 블로트 의식과 관련이 있다고 인식하지 않는다.

## 같이 보기
- 디사블로트 : 이교도 노르웨이인들 사이에서 발생한 것으로 고대 노르드어 문헌에서 입증된 축제.
- 줄레 보르드 : 현대 스칸디나비아 크리스마스 축제,
- 콜리아다 : 슬라브 겨울 축제
- 로리 : 펀자브 동지 축제
- 모드라니흐트 : 오늘날 크리스마스 이브에 앵글로색슨 이교도 사이에서 일어났다고 Bede가 증명한 축제
- 사투르날리아 : 12월 17일에 열리고 12월 23일까지 축제로 확장된 토성의 신을 기리는 고대 로마 축제
- 얄다 :  이란 축제인 얄다는 "1년 중 가장 길고 어두운 밤"을 기념한다.

## 참고 문헌
- Barnhart, Robert K. (1995). The Barnhart Concise Dictionary of Etymology. Harper Collins. ISBN 0062700847
- Bosworth, Joseph; Toller, T. Northcote (1898). An Anglo-Saxon Dictionary. Oxford: Oxford University Press.
- Faulkes, Anthony (Trans.) (1995). Edda. Everyman. ISBN 0-460-87616-3.
- Guðbrandur Vigfússon (1874). An Icelandic-English Dictionary: Based on the Ms. Collections of the Late Richard Cleasby. Clarendon Press.
- Hoad, T. F. (1996). The Concise Oxford Dictionary of English Etymology. Oxford: Oxford University Press. ISBN 0-19-283098-8.
- Hollander, M. Lee (Trans.) (2007). Heimskringla: History of the Kings of Norway. University of Texas Press. ISBN 978-0-292-73061-8
- Orchard, Andy (1997). Dictionary of Norse Myth and Legend. Cassell. ISBN 0-304-34520-2.
- Orel, Vladimir (2003). A Handbook of Germanic Etymology. Leiden: Brill Publishers. pg. 205. ISBN 90-04-12875-1.
- Simek, Rudolf (2007) translated by Angela Hall. Dictionary of Northern Mythology. D.S. Brewer ISBN 0-85991-513-1